# Studievereniging
Een studievereniging is de Nederlandse benaming voor een organisatie van studenten die dezelfde studie of afstudeerrichting volgen, of (soms) van studenten die aan dezelfde faculteit studeren. In de regel heeft een dergelijke organisatie een verenigingsstructuur, maar er zijn ook enkele studiestichtingen. Deze stichtingen hebben feitelijk dezelfde doelstellingen, maar zonder een aantal van de wettelijke eisen die aan een vereniging worden gesteld.

## Doel
Een studievereniging verleent aan studenten diensten die betrekking hebben op de studie of richting, en op oriëntatie op de arbeidsmarkt. De taken van een studievereniging zijn ruwweg in drie groepen te verdelen:
OnderwijstakenDe studievereniging levert (korting op) studieboeken en oefententamens, bemiddelt bij stages en probeert door overleg met docenten en decanen om het onderwijs zo goed mogelijk op de studenten te laten aansluiten. De commissaris onderwijs van het bestuur is doorgaans belast met deze onderwijstaken.
Kennis vergrotenOm de kennis van de studenten te vergroten in het vakgebied van de opleiding, worden er van tijd tot tijd lezingen, congressen, trainingen en excursies georganiseerd. Daarnaast bieden deze activiteiten de studenten ook de mogelijkheid om zich beter te oriënteren op hun toekomst, en kunnen ze tonen hoe de theorie in de praktijk gebruikt wordt. Bovendien kunnen dit soort activiteiten ervoor zorgen dat de leden contact kunnen leggen met bedrijven en vice versa.
GezelligheidstakenOm de medestudenten beter te leren kennen, worden er vanuit de studievereniging verschillende sociale evenementen georganiseerd, zoals periodieke borrels, feesten, sportdagen, weekends en reizen. Al naargelang de sfeer, de tradities, de leeftijd en de omvang van de vereniging kunnen deze activiteiten heel studentikoos zijn, of juist niet.

## Structuur

### Bestuur
Meestal bestaat de structuur uit een bestuur met daaronder een aantal commissies. De omvang van het bestuur is doorgaans afhankelijk van het aantal studenten dat de opleiding telt, en het aantal beurzen dat de universiteit of hogeschool ter beschikking stelt. Bestuursleden (soms een fulltime taak) ontvangen een maandelijkse compensatie vanuit de desbetreffende onderwijsinstelling wanneer dit een fulltime taak betreft. Daarbuiten ontvangen besturen vanuit de desbetreffende onderwijsinstelling een vergoeding voor de verrichte werkzaamheden van de vereniging. De meeste verenigingen verzorgen intern ook een bestuursvergoeding. De overige actieve leden, die de commissies vormen, doen dit meestal geheel op vrijwillige basis.

### Verenigings- versus stichtingsstructuur
Een studiestichting heeft officieel geen leden, toch worden in de meeste gevallen de medewerkers/vrijwilligers/contribuanten wel leden genoemd. Het stichtingsbestuur is niet verplicht om contributie aan deze personen te vragen, en hoeft ook geen algemene ledenvergadering te houden. Daarentegen zijn leden van een studievereniging stemgerechtigd in het beleid van de vereniging, terwijl de betrokkenen bij van een studiestichting geen inspraak hebben.

## Faculteitsvereniging
Een faculteitsvereniging (in België faculteitskring genoemd) is vergelijkbaar met een studievereniging. Het verschil is er voornamelijk een van schaal: een studievereniging  richt zich op studenten van een bepaalde studierichting, terwijl een faculteitsvereniging (of -kring) open staat voor studenten aan een gehele faculteit.